# Nazariusz (Leżawa)
Nazariusz, imię świeckie Josif lub Nikołaj Leżawa (ur. 1869 lub 1871 w Didi Dżichaiszi, zm. 28 sierpnia 1924 w Simoneti) – gruziński biskup i święty prawosławny.

## Życiorys
Był synem kapłana prawosławnego, wielu spośród jego przodków było duchownymi. Ukończył szkołę duchowną w Kutaisi, a następnie seminarium duchowne w Tbilisi (1892). W roku uzyskania dyplomu został wyświęcony na diakona, a następnie 22 stycznia 1893 kapłana, będąc mężczyzną żonatym. W 1901 podjął studia w Kijowskiej Akademii Duchownej. W 1904 stracił kolejno żonę, a następnie dwie córki, co skłoniło go do złożenia 26 kwietnia tego roku wieczystych ślubów mniszych. W 1905 ukończył Akademię z tytułem kandydata nauk teologicznych i został zatrudniony w seminarium duchownym w Żytomierzu jako wykładowca homiletyki. Następnie pracował w szkole duchownej w Klewaniu.
W maju 1910 otrzymał godność igumena, zaś w roku następnym został przełożonym podlegającej Egzarchatowi Gruzińskiemu pustelni św. Jana Chrzciciela. Otrzymał wówczas godność archimandryty. Od roku następnego był dziekanem wszystkich klasztorów Egzarchatu.
17 listopada 1918, po przywróceniu autokefalii Gruzińskiego Kościoła Prawosławnego, miała miejsce jego chirotonia na metropolitę Kutaisi. Po upadku Demokratycznej Republiki Gruzji i opanowaniu kraju przez bolszewików nowe władze podjęły prześladowania Gruzińskiego Kościoła Prawosławnego. W lutym 1921 do Kutaisi przewieziono najcenniejsze elementy wyposażenia katedr Sioni i Sweti Cchoweli, by uchronić je przed zniszczeniem. W 1922 władze bolszewickie dowiedziały się o tym fakcie i uwięziły metropolitę Nazariusza pod zarzutami ukrywania kosztowności cerkiewnych oraz agitacji antyradzieckiej. Duchowny przyznał się do ukrywania cennych przedmiotów i stwierdził, iż przechowywał je dla całego narodu gruzińskiego. Został skazany na rozstrzelanie, jednak wyrok zamieniono na karę więzienia i konfiskatę majątku. W więzieniu przebywał do 1924, gdy został zwolniony na mocy amnestii. Wrócił następnie do Kutaisi i zamieszkał w domu brata (rezydencja biskupia została zamieniona w magazyn). 27 sierpnia 1924 do hierarchy przybyli wierni ze wsi Simoneti, prosząc go o udanie się do wsi i poświęcenie miejscowej cerkwi. Metropolita udał się we wskazane miejsce, gdzie po ceremonii konsekracji świątyni został aresztowany i skazany na śmierć przez miejscowy wydział Czeki razem z towarzyszącymi mu duchownymi: Szymonem Mczedlidze, Hermanem Dżadżanidze, Jeroteuszem Nikoladze i diakonem Wissarionem Kuchianidze. Wojciech Materski łączy jego śmierć z tłumieniem gruzińskiego niepodległościowego powstania sierpniowego.
Wszyscy zamordowani w Simoneti zostali kanonizowani w 1994 przez Sobór Biskupów Gruzińskiego Kościoła Prawosławnego pod przewodnictwem Katolikosa-Patriarchy Eliasza II.